# 새소년 게임북
새소년 게임북은 새소년 출판사에서 낸 게임북 시리즈이다. 1980년대 후반에서 1990년대 초반에 걸쳐 발매된 후 절판되었다. 1990년대 중반에 '수퍼 게임북'이라는 이름으로 일부가 재간되었으나 이 또한 절판되었다. 일본 니시동 신사(西東新社)에서 1985년~1987년 사이 발간된 '시뮬레이션 시리즈(シミュレーション・ブックス)' 및 '신 시뮬레이션 시리즈(新シミュレーション・ブックス)'의 해적판이다.

## 개요
만화과 같은 형식을 갖고 있으나 페이지의 아래부분에 주어진 상황에서 어떤 선택을 할 것인지를 물어보고 2개 이상의 선택지가 주어진다. 독자(플레이어)는 하나의 선택지를 정해서 그에 따라 주어진 페이지로 이동하여 이야기를 진행한다(선택에 따라 주인공이 죽는 등 게임오버가 되는 경우도 있다). 책에 따라 특정한 도구(마분지로 만든 툴)를 이용하여 문제를 푸는 퍼즐의 요소도 갖고 있다.
'고르고13', '007' 등을 그린 만화가 사이토 타카오(さいとう・たかお)가 '서바이벌 게임', '지옥섬 대탈출' 등의 작화를 담당하였다. 

## 시리즈 목록
1. 호크, 대탈출작전
2. 서바이벌 게임 (サバイバル・ゲーム)
3. 특공대작전 1 (ウォー・ゲーム1)
4. 프로야구 두뇌게임
5. 월드컵 축구게임
6. 지옥섬 대탈출
7. 러브러브 대작전 (わくわくチャレンジ！　ざ・芸能界)
8. 특공대작전 2 (ウォー・ゲーム2)
9. 서바이벌 게임 2 (サバイバル・ゲーム２)
10. 대통령 구출작전 (大統領を捜せ！！ )
11. 탐정퀴즈 게임
12. 스타워스 게임 (３００Ｘ年 宇宙大作戦ゲーム)
13. 완전범죄 게임 (完全犯罪ゲーム)
14. 특공대작전 3 (ウォー・ゲーム3)
15. 우주소녀 밀리 (宇宙戦士ミリー )
16. 고교야구 챔피온게임
17. 프로레슬링 게임

## 수퍼 게임북 목록
1. 서바이벌게임
2. 공포의 서바이벌
3. 월드컵 축구게임
4. 야구두뇌게임
5. 러시아대탈출
6. IQ전쟁게임
7. 특공기습작전
8. 고교야구 챔프
9. 러브러브게임